# Ochthebius tunisicus
Ochthebius tunisicus är en skalbaggsart som beskrevs av Manfred A. Jäch 1997. Ochthebius tunisicus ingår i släktet Ochthebius och familjen vattenbrynsbaggar. Inga underarter finns listade i Catalogue of Life.